# Silas Talbot
Pour les articles homonymes, voir Talbot (homonymie).
Silas Talbot, né le 11 janvier 1751 à Dighton et mort le 30 juin 1813 à New York, est un officier de la Continental Navy pendant la guerre d'indépendance des États-Unis.
Il est principalement connu comme le commandant de l'USS Constitution de 1799 à 1801.
Il est enterré au Trinity Church Cemetery.